# Anna Mikkjalsdóttir
Anna Mikkjalsdóttir (født 1997) fra Trongisvágur er en færøsk bordtennisspiller, som spiller for Tvøroyrar Borðtennnisfelag (TBF) og Færøernes bordtennislandshold.
Hun har vundet det færøske mesterskab i børnenes divisioner junior- og divisionen for voksne kvinder.

## Karriere som bordtennisspiller

### FM i bordtennis
Anna vandt færømesterskabet i 2011 for piger (smágentudeildin) og i 2012 vandt hun FM for kvinder, i 2013, 2014 og 2015 vandt hun sølv i FM for kvinder og i 2016 vandt hun guld i FM for kvinder.

### VM 2014 i Tokyo
I mai 2014 deltog Anna Mikkjalsdóttir, Henrietta Nielsen og Durita F. Jensen ved VM i Tokyo for landshold i bordtennis fra 28. april til 5. maj 2014. De klarede at spille sig videre i første runde i Knockout stage, de blev nummer 3 af 6 hold i gruppe O og kunne derved spille om plaseringerne mellem 73 og 84, de endte som nummer 77 af 96 deltagende lande, og det var pigerne tilfredse med ifølge in.fo (Sosialurin).

### Arctic Open 2014
Fra 16. til 18. maj 2014 blev bordtennis konkurrencen Arctic Open holdt på Færøerne. De deltagende lande var Færøerne, Island og Grønland. Færøerne vandt kvindernes holdkonkurrence i 2014. Året før, i 2013, blev de nummer fire, da deltog et sammensat hold fra Jylland også sammen med de tre vestnordiske lande Færøerne, Island og Grønland.